# غابرييل ألكوبا
غابرييل ألكوبا (بالإسبانية: Gabriel Alcoba)‏ هو لاعب كرة قدم أوروغواياني في مركز الوسط، ولد في 24 يناير 1980 في باسو دي لوس توروس ‏ في الأوروغواي. شارك مع منتخب الأوروغواي لكرة القدم. أما مع النوادي، فقد لعب مع أتيناس دي سان كارولس وديبورتيفو مالدونادو وسبورتيفو سيريتو وسنترال إسبانيول وسوسيداد ديبورتيفو كيتو ومونتيفيديو واندررز ونادي دانوبيو.

## وصلات خارجية
- غابرييل ألكوبا على موقع قاعدة بيانات كرة القدم.إي يو (الإنجليزية)
- غابرييل ألكوبا على موقع ناشيونال فوتبول تيمز (الإنجليزية)